# Anna
Anna je žensko osebno ime.

## Izvor imena
Ime Anna je v Sloveniji različica ženskega osebnega imena Ana.

## Pogostost imena
Po podatkih Statističnega urada Republike Slovenije je bilo na dan 31. decembra 2007 v Sloveniji število ženskih oseb z imenom Anna: 187.

## Osebni praznik
Osebe z imenom Anna godujejo takrat kot osebe z imeno Ana.